# Хорошая работа, если сможешь её получить (мюзикл)
«Хорошая работа, если сможешь получить её» — мюзикл с песнями Джорджа и Айры Гершвина по мотивам книги, написанной Джо ДиПьетро, и основанный на материалах Гая Болтона и П. Г. Вудхауза. Премьера „Хорошей работы“ состоялась на Бродвее в апреле 2012 года.

## Предыстория
Первоначально мюзикл был поставлен в 2001 году в Оперном театре Гудспида под названием Они все смеялись! по книге Джо ДиПьетро и под руководством Кристофера Эшли. Мюзикл получил «смешанные отзывы», по словам Фрэнка Риццо, написавшего в Хартфорд Курант. Затем к работе над мюзиклом присоединились новые соавторы и продюсеры.
В ноябре 2007 года состоялся семинар с участием Гарри Конника-младшего и Эрин Дилли. В то время шоу называлось «Рай на Земле». Первоначально планировалось, что мюзикл дебютирует в Колониальном театре в Бостоне, с декабря 2008 по январь 2009 года. Ожидалось, что постановка откроется на Бродвее весной 2009 года с Гарри Конником-младшим. Однако в 2008 году было объявлено, что мюзикл «официально отложен» из-за смены продюсерской команды; в конечном итоге Конник покинул проект.

## Постановки
Предварительные показы начались на Бродвее в Императорский театр 29 марта 2012 года, а открытие состоялось 24 апреля 2012 года. Режиссёр и хореограф Кэтлин Маршалл, актёрский состав включал Мэтью Бродерика (Джимми Уинтер) и Келли О’Хара (Билли Бендикс). Производство закрылось 15 июня 2013 года после 27 предварительных показов и 478 обычных показов.
Национальный тур по США начался 2 сентября 2014 года в Мьюзик-холл в Фэр-парке в Далласе, Техас и продолжался с длительным перерывом на зимние каникулы до 22 марта 2015 года. Он завершился в Центре искусств Сегерстрома в Коста-Месе, Калифорния.
Австралийская постановка, некопированная постановка, поставленная Роджером Ходжманом для Производственная компания, шла в Государственном театре, Центр искусств Мельбурна с 15 по 23 августа 2015 года. В ней приняли участие Рохан Браун, Эстер Ханнафорд, Кристи Уилан-Браун, Джон Вуд, Джина Райли, Джордж Капиниарис и Ники Вендт. В Театре Хейс, Сидней с 18 ноября по 20 декабря 2022 года шла постановка. В Национальном театре Мельбурна с 16 мая по 31 мая 2025 проходят показы мюзикла. Дебютировав в качестве режиссёра CLOC, номинант премии Green Room Award Марк Тейлор присоединяется к команде, включающей хореографа Сьюзан Льюис.
Премьера в Великобритании прошла в Наверху в Сторожке в Лондоне с 12 декабря 2018 года по 27 января 2019 года. Режиссёром выступил Джон Пльюс, хореография — Грант Мерфи, музыкальное руководство — Чарли Инглз, музыкальное руководство — Крис Пун, дизайн — Поллианна Элстон, дизайн звука — Нико Менгини (при содействии Алистера Уорра и Рэйчел Дарвуд), дизайн освещения — Сэм Уоддингтон (при содействии Бетани Гапвелл), дизайн костюмов — Надин Фролих, парики — Джессика Пльюс, а продюсирование — Кэти Пльюс для Ovation Productions.
Японская постановка мюзикла женской театральной труппой Такарадзука Ревю проходила с 8 января по 9 февраля 2021 года. Из-за COVID-19 первоначальное расписание было сильно изменено. Режиссёром выступил Рё Харада, музыкальное оформление — Сёити Тама.
Производство в Куинбиане шло с 1 по 10 ноября 2024 года. Показ начался с подавляющего большинства положительных отзывов, а местное издание CityNews описало шоу как «несложное для просмотра».
Российская постановка мюзикла Санкт-Петербургского театра музыкальной комедии под названием «Хорошенькое дельце, или Непыльная работенка» осуществляется по договоренности с Конкорд Театрикалз, лтд. от имени ООО «Тамс-Витмарк». Генеральные прогоны прошли с 20 по 21 мая 2025 года, премьера состоялась 16 июля. Режиссёр-постановщик — Корнелиус Балтус (Нидерланды). Художник — Йоко Сеама (Япония). Балетмейстер — Ванни Вискузи (Италия). Русский текст Михаила Бартенева.

## Актёры и персонажи
| Персонаж                  | Гудспид          | Бродвей                | Тур по США            | Великобритания            | Япония      | Куинбиан        | Санкт-Петербург                                          |
| ------------------------- | ---------------- | ---------------------- | --------------------- | ------------------------- | ----------- | --------------- | -------------------------------------------------------- |
| Джимми Винтер             | Джеймс Людвиг    | Мэтью Бродерик         | Алекс Энтерлайн       | Алистер Со                | Рей Юдзука  | Люк Фердинандс  | Роман Дряблов Эмиль Салес Александр Леногов              |
| Билли Бендикс             | Марла Шаффел     | Келли О’Хара           | Мэрайя Макфарлейн     | Джессика-Элизабет Нельсон | Юки Хана    | Сиенна Курноу   | Ксения Лазаревич Анастасия Лошакова Александра Каспарова |
| Куки МакГи                | Майкл МакГрат    | Майкл МакГрат          | Рид Кэмпбелл          | Дэвид Пендлбери           | Кадзуя Сето | Энтони Суодлинг | Иван Корытов Марат Рамов                                 |
| Эйлин Эвергрин            | Донна Инглиш     | Дженнифер Лора Томпсон | Рэйчел Скарр          | Шарлотта Скалли           | Си Товаки   | Анна Тулли      | Анастасия Вишневская Наталия Диевская Юлия Ива           |
| Дюк Махони                | Марк Лотито      | Крис Салливан          | Аарон Фрид            | Фрейзер Фрейзер           | Цукаса Хирю | Джон Уинфилд    | Виталий Глухов Владимир Ярош                             |
| Герцогиня Эстония Далворт | Мэри Бет Пейл    | Джуди Кей              | Стефани Хартер Гилмор | Нова Скипп                | Юме Марика  | Лилли Китинг    | Елена Забродина Надежда Кармаева                         |
| Сенатор Макс Эвергрин     | Деннис Келли     | Терри Бивер            | Бенджамин Перес       | Стюарт Саймонс            | Шоу Казуми  | Пэт Галлахер    | Александр Байрон Павел Журавлев                          |
| Джинни Малдон             | Аманда Уоткинс   | Робин Хердер           | Стефани Гандольфо     | Эбигейл Эрншоу            | Курису Ото  | Кей Лиддиард    | Мария Решавская Алиса Кокова                             |
| Шеф Берри                 | Дэвид Доллейс    | Стэнли Уэйн Матис      | Томас Шарио           | Гарри Купер-Миллар        | Рей Натори  | Стивен О’Мара   | Антон Олейников Александр Шапоров                        |
| Миллисента Винтер         | Дайан Дж. Финдли | Эстель Парсонс         | Барбара Уитман        | Грейс МакИнерни           | Аки Ицумине | Фиона Хейл      | Светлана Лугова Валентина Свиридова                      |
| Эллиот                    |                  |                        |                       | Адам Кроссли              |             |                 |                                                          |
| Рози                      |                  |                        |                       | Кирстен Маки              |             |                 |                                                          |
| Марко                     | Кевин Крюэлл     |                        |                       |                           |             |                 |                                                          |
| Телеграмма Мальчик        | Майк Макгоуэн    |                        |                       |                           |             |                 |                                                          |

### Известные замены на Бродвее
- Джимми Винтер: Уилл Чейз (август 2012 г.)
- Билли Бендикс: Эрин Дилли (июль 2012 г.), Джесси Мюллер (апрель 2013 г.)
- Куки МакГи: Брэд Оскар (январь 2013 г. — март 2013 г.)
- Миллисента Винтер: Блайт Даннер (декабрь 2012 г. — апрель 2013 г.)
- Шеф Берри: Джон Трейси Иган (март 2013 г. — апрель 2013 г.)
- Рози: Эмили Тайра (январь 2013 г. — апрель 2013 г.)

## Сюжет
Акт I
1927 год, разгар шумного мальчишника Джимми Уинтера, который часто был женат («Сладкий и низменный»). Снаружи трио бутлегеров — Куки, Билли и Дюк — пытаются выяснить, где спрятать 400 ящиков джина, которые они припрятали на своей лодке. Когда приближается незнакомец, Дюк и Куки убегают. Пьяный Джимми шатается и натыкается на Билли в брюках и сразу же влюбляется. Он объясняет своё положение — он должен жениться на ком-то порядочном, иначе его мать лишит его наследства, поэтому он женится на той, кого он на самом деле не любит. Билли не так уж и интересуется его горестной историей, пока он не рассказывает, что у него есть огромный пляжный дом на Лонг-Айленде, которым он никогда не пользуется, поэтому она крадет его кошелёк, чтобы узнать адрес. Джимми предполагает, что Билли влюбляется в него, но Билли настаивает, что любовь для неудачников. Джимми категорически не согласен («Хорошая работа, если вы можете её получить»). Джимми теряет сознание, и Билли сосредотачивается на этом интересном человеке, лежащем без сознания на земле перед ней («Хорошая работа, если вы можете её получить — Реприза»). Куки и Дюк спешат обратно, и Билли говорит им, что она нашла место для хранения их контрафакта — пляжный домик на Лонг-Айленде. Полицейский свисток пронзает воздух, и контрафакт разбегается. Входят сенатор Макс Эвергрин и шеф Берри, а также герцогиня Эстония Далворт, которая привела с собой свой отряд нравов и клянется избавить общество от его величайшего зла («Демонический ром»).
На следующее утро Билли, Куки и Дюк спрятали свои 400 ящиков джина в подвале шикарного пляжного дома Джимми. Эйлин Эвергрин, лучшая исполнительница современного танца в мире, входит с Джимми. Они поженились этим утром, и у них медовый месяц, хотя Эйлин ещё не позволяла Джимми прикасаться к ней. Входит Куки, замаскированный под дворецкого, и они, естественно, предполагают, что он их слуга. Они провожают его, и Эйлин говорит Джимми, что она готова к началу медового месяца — как только она примет ванну. Она выходит в дом, когда входит Билли, ошеломленная, увидев Джимми. Джимми не помнит, как встретил её прошлой ночью, и пока Джимми флиртует с ней, Билли признается, что её никогда не целовали. Исключительно в образовательных целях Джимми целует Билли, и она понимает, чего ей не хватало («Кто-то, кто будет присматривать за мной»).
Четыре с половиной часа спустя Эйлин все ещё купается («Восхитительный»). В шикарной гостиной Куки и Билли придумывают план, как Билли отвлечь Джимми от 400 ящиков джина в его подвале. Билли убегает, когда входит Джимми, за ним следует толпа хористок, которые приглашают его на групповое плавание, на что Джимми почти соглашается («Я должен быть там»). Эйлин входит с размахом, и как раз в тот момент, когда она собирается позволить Джимми прикоснуться к ней, он получает телеграмму, сообщающую, что его последняя жена отказалась подписать аннулирование, и разгневанная Эйлин убегает, чтобы привести своего отца. Той ночью в шикарную спальню Джимми врывается Билли и пытается соблазнить его, причём жестоко («Обращайся со мной грубо»). Шеф Берри, который преследовал Билли, врывается, чтобы арестовать её. Но Джимми убеждает его, что Билли на самом деле его новая жена («Давайте отменим всё это»), и Билли и Джимми вынуждены провести всю ночь вместе в его спальне.
На следующее утро Джинни, беззаботная хористка, встречает Дюка, увальня из Нью-Джерси, и принимает его за настоящего английского Дюка. Дюк, который вечно нервничает в присутствии женщин, пытается сбежать, но Джинни делает всё возможное, чтобы он её заметил («Сделай это снова»).
В шикарной гостиной Джимми и Билли понимают, что они безнадежно влюблены («Это чудесно») Но Эйлин возвращается со своим отцом — ультраконсервативным сенатором Эвергрином — и своей тётей — герцогиней Эстонией Далворт — чтобы потребовать, чтобы Джимми и Эйлин устроили законную свадьбу. У Джимми нет выбора, кроме как жениться на Эйлин, а Билли притворяется горничной кокни, чтобы остаться и охранять контрабанду. Пока Эйлин мчится в подвал, чтобы забрать свадебный фарфор, Джимми и Куки лихорадочно отвлекают свадебную вечеринку от подвала («Захватывающий ритм»), когда занавес опускается.
Акт II
На шикарной террасе полиция нравов и хористки веселятся («Леди, будь хорошей»). Входит Билли и понимает, что никогда не будет так счастлива, как танцующие вокруг неё гуляки («Но не для меня»). Входят Куки и Дюк, и поскольку все они теперь замаскированы под слуг, они придумывают, как им побыстрее закончить предстоящий свадебный обед. Герцогиня спешит научить Куки тонкостям подготовки обеда. Она настаивает на том, чтобы нанять струнный квартет для развлечения, но у Куки другие идеи («Штраус» / «Сладкий и низменный — Реприза»).
Пока Билли накрывает на стол для шикарного обеда, Джимми делает последнюю попытку умилостивить её («Делай, делай, делай»). Но Билли не хочет этого. Когда начинается обед, Куки и Дюк лихорадочно обслуживают гостей, а Герцогиня продолжает раздражать Куки, которая подливает в свой лимонад джин. Билли развлекает их всех песней кокни («Тусуюсь с тобой»), которая в основном служит оправданием для того, чтобы продолжать выливать горячий суп на колени Джимми. Но Билли случайно выливает дымящийся суп на Эйлин, которая тут же её увольняет. Герцогиня, теперь уже счастливо пьяная, защищает Билли и раскрывает глубокую тайну, когда она хватает Куки, забирается на стол для обеда и качается на люстре («Ищу мальчика»). После того, как он утаскивает Герцогиню, разгневанный Джимми называет Билли обычной преступницей, и они понимают, что никогда не смогут быть вместе. Джимми отправляется готовиться к свадьбе, а Джинни входит в поисках Дюка, который, как случайно выясняет Билли, не настоящий герцог. Джинни в ярости, поэтому Дюк пытается завоевать её расположение стихотворением («Бла-бла-бла»), но Джинни убегает.
В шикарной спальне Куки одевает Джимми к свадьбе, когда Билли входит, чтобы вернуть ему кошелёк. Джимми и Билли оба понимают, что это последний раз, когда они видят друг друга («Ты будешь помнить меня?»).
Хористки и полиция нравов готовят свадьбу («Я должен быть там — Реприза»). Пока председательствует сенатор Эвергрин, Эйлин делает свой очень торжественный выход («Я влюбилась в тебя»). Но как раз перед тем, как происходит обмен клятвами, вбегают Куки и Дюк, притворяясь агентами сухого закона, хотя шеф Берри быстро входит и раскрывает их настоящие личности. Когда их арестовывают, Джинни вбегает и заявляет о своей любви к Дюку, затем теперь протрезвевшая Герцогиня заявляет о своей любви к Куки. Тем не менее, сенатор Эвергрин настаивает на том, чтобы контрабандистов арестовали, но появляется мать Джимми, Миллисента, раскрывая истинную природу наследия её сына — сенатор Эвергрин — отец Джимми. Сенатор объявляет этот день радостным, и все свободны следовать за своей новой и удивительной любовью. Джимми понимает, что Билли поспешила в лодочный сарай, чтобы уплыть навсегда, и он спешит поклясться ей в своей преданности. Миллисента следует за ним и сообщает, что она, как оказалось, крупнейший торговец ромом на Лонг-Айленде, и она хотела бы, чтобы Билли вышла замуж за её сына и взяла на себя управление её бизнесом. Билли с радостью соглашается («Кто-то, кто будет присматривать за мной — Реприза). И на роскошной террасе под звездной ночью расцветает любовь, открывается бутыль, и компания празднует свою новообретенную радость („Они все смеялись!“).

## Музыкальные номера
| Акт 1 - "Sweet and Lowdown" — „Сладкий и низменный“ — Джимми, Джинни, хористки и светские ребята - "Nice Work If You Can Get It" — „Хорошая работа, если вы можете её получить“ — Джимми и Билли - "Nice Work If You Can Get It" (Reprise) — „Хорошая работа, если вы можете её получить“ (Реприза) — Билли - "Demon Rum" — „Демонический ром“ — Герцогиня, Шеф Берри, Сенатор и Полиция нравов - "Someone to Watch Over Me" — „Кто-то, кто будет присматривать за мной“ — Билли - "Delishious" — „Восхитительный“ — Эйлин, Пузыристые девочки и мальчики - "I've Got to Be There" — „Я должен быть там“ — Джимми, Джинни и хористки - "I've Got to Be There" (Reprise) — „Я должен быть там“ (Реприза) — Джинни и хористки - "Treat Me Rough" — „Обращайся со мной грубо“ — Билли - "Let's Call the Whole Thing Off" — „Давайте положим конец всему этому“ — Джимми, Билли и Шеф Берри - "Do It Again" — „Сделай это снова“ — Джинни и Дюк - "'S Wonderful" — „Это чудесно“ — Джимми и Билли - "Fascinating Rhythm" — „Захватывающий ритм“ — Джимми, Куки и компания | Акт 2 - "Oh, Lady Be Good!\|Lady Be Good" — „Леди, будь хорошей“ — Оркестр - "But Not for Me" — „Но не для меня“ — Билли - "By Strauss" — „Штраус“ — Герцогиня - "Sweet and Lowdown" (Reprise) — „Сладкий и низменный“ (Реприза) — Куки - "Do, Do, Do" — „Делай, делай, делай“ — Джимми, Эллиот, Вик и Флойд - "Hangin' Around With You" — „Тусуюсь с тобой“ — Билли - "Looking for a Boy" — „Ищу мальчика“ — Герцогиня и Куки - "Blah, Blah, Blah" — „Бла-бла-бла“ — Дюк - "Let's Call the Whole Thing Off" (Reprise) — „Давайте положим конец всему этому“» (Реприза) — Билли и Джимми - "Will You Remember Me?" — «Ты будешь помнить меня?» — Билли и Джимми - "I've Got to Be There" (Reprise) — «Я должен быть там» (Реприза) — Хористки и Полиция нравов - "I've Got a Crush on You" — «Я влюбилась в тебя» — Эйлин, Хористки и Полиция нравов - "Blah, Blah, Blah" (Reprise) — «Бла-бла-бла» (Реприза) — Джинни и Дюк - "Looking for a Boy" (Reprise) — «Ищу мальчика» (Реприза) — Куки и Герцогиня - "Delishious" (Reprise) — «Восхитительный» (Реприза) — Шеф Берри и Эйлин - "Someone to Watch Over Me" (Reprise) — «Кто-то, кто будет присматривать за мной» (Реприза) — Джимми и Билли - "They All Laughed" — «Они все смеялись!» — Полная компания |

Обзоры бродвейской постановки были неоднозначными. Бен Брэнтли в своем обзоре Нью-Йорк Таймс написал: «Время от времени из искусственной пены „Хорошая работа, если сможешь получить её“ поднимается пузырек чистого, щекочущего очарования, подражание мюзиклу 1920-х годов с песнями Джорджа и Айры Гершвина. Большая часть этого шоу, которое открылось во вторник вечером в театре Империал, воспринимается как блестящий, послушный ручеек шуток и танцевальных номеров, исполняемых талантливыми людьми, которые не совсем связаны с причудами ушедшего жанра. […] Но затем, внезапно, наступает момент деликатной нелепости, совершенно достоверной неправдоподобности, который сигнализирует о том, к чему, должно быть, стремилась Кэтлин Маршалл, режиссёр и хореограф постановки».
Рецензент США сегодня написал: «[…] режиссёр/хореограф Кэтлин Маршалл и звёздный актёрский состав гарантируют, что шоу будет столь же очаровательным в исполнении, сколь и обескураживающим в теории. […] На каждую резкую реплику найдётся пара, которые заставят вас вздрогнуть — или заставили бы, если бы они не были произнесены с таким обезоруживающим духом и мастерством. […] Бродерик предсказуемо хорошо справляется с той ролью, которая у него получается лучше всего: мило-невозмутимого светского дурачка. О’Хара в очередной раз доказывает, что на сцене она может сделать практически всё. […] Превосходная Джуди Кей, играющая самодовольную сторонницу сухого закона, потягивает лимонад с приправами и становится вычурно резвой».
Рецензент Newsday написал: «Кэтлин Маршалл […] создала шумную, туповато-умную, танцевально-эксцентричную комедию, которая никогда не чурается экстравагантной грани неуклюжей глупости. Келли О’Хара и Мэтью Бродерик, возможно, не кажутся вероятной романтической парой. Но их разные стили — её чёткий и возвышенный профессионализм, его сонная хитрая наивность и слабые навыки — вызывают неожиданную химию. По крайней мере, они очень милы вместе. Джо ДиПьетро […] использовал некоторые наброски „Oh, Kay“, подлинного пустого шарика времён сухого закона 1926 года, для своей новой истории. Он переключает власть банды нелегальных торговцев спиртным с парней на отважную женщину в мужской одежде — О’Хара».

## Оригинальная запись актёрского состава
Оригинальная запись актёрского состава Бродвея была сделана в мае 2012 года для Кричать! Фабрика лейбл и распространяется Sony Records. Альбом был выпущен в сентябре 2012 года.

## Награды и номинации

### Оригинальная бродвейская постановка
| Год  | Награда           | Категория                             | Номинант                          | Результат |
| ---- | ----------------- | ------------------------------------- | --------------------------------- | --------- |
| 2012 | Премия «Тони»     | Лучший мюзикл                         | Лучший мюзикл                     | Номинация |
| 2012 | Премия «Тони»     | Лучшая книга мюзикла                  | Джо ДиПьетро                      | Номинация |
| 2012 | Премия «Тони»     | Лучшая игра главной актрисы в мюзикле | Келли О’Хара                      | Номинация |
| 2012 | Премия «Тони»     | Лучшая игра главного актёра в мюзикле | Майкл Макграт                     | Победа    |
| 2012 | Премия «Тони»     | Лучшая игра главной актрисы в мюзикле | Джуди Кэй                         | Победа    |
| 2012 | Премия «Тони»     | Лучшая режиссура мюзикла              | Кэтлин Маршалл                    | Номинация |
| 2012 | Премия «Тони»     | Лучшая хореография                    | Кэтлин Маршалл                    | Номинация |
| 2012 | Премия «Тони»     | Лучшие оркестровки                    | Билл Эллиотт                      | Номинация |
| 2012 | Премия «Тони»     | Лучший дизайн костюмов                | Мартин Паклединаз                 | Номинация |
| 2012 | Премия «Тони»     | Лучший звуковой дизайн                | Брайан Ронан                      | Номинация |
| 2012 | Премия Drama Desk | Выдающийся мюзикл                     | Выдающийся мюзикл                 | Номинация |
| 2012 | Премия Drama Desk | Выдающаяся книга мюзикла              | Джо ДиПьетро                      | Победа    |
| 2012 | Премия Drama Desk | Выдающаяся актриса в мюзикле          | Келли О’Хара                      | Номинация |
| 2012 | Премия Drama Desk | Выдающаяся мужская роль в мюзикле     | Майкл Макграт                     | Победа    |
| 2012 | Премия Drama Desk | Выдающаяся мужская роль в мюзикле     | Джуди Кэй                         | Победа    |
| 2012 | Премия Drama Desk | Выдающийся режиссуру мюзикла          | Кэтлин Маршалл                    | Номинация |
| 2012 | Премия Drama Desk | Выдающаяся хореография                | Кэтлин Маршалл                    | Номинация |
| 2012 | Премия Drama Desk | Выдающийся дизайн костюмов            | Мартин Паклединаз                 | Номинация |
| 2012 | Грэмми            | Лучший альбом музыкального театра     | Лучший альбом музыкального театра | Номинация |